# Tour des Flandres 1966
Le Tour des Flandres 1966 est la 50e édition du Tour des Flandres. La course a lieu le 9 avril 1966, avec un départ à Gand et une arrivée à Merelbeke sur un parcours de 243 kilomètres.
Le vainqueur final est le coureur belge Edward Sels, qui s’impose au sprint. L'Italien Adriano Durante et le Belge Georges Vandenberghe complètent le podium.

## Classement final
|    | Coureur              | Pays     | Équipe       | Temps           |
| -- | -------------------- | -------- | ------------ | --------------- |
| 1  | Edward Sels          | Belgique | Solo-Superia | 5 h 53 min 00 s |
| 2  | Adriano Durante      | Italie   | Salvarani    | m. t.           |
| 3  | Georges Vandenberghe | Belgique | Romeo-Smiths | m. t.           |
| 4  | Guido Reybrouck      | Belgique | Romeo-Smiths | m. t.           |
| 5  | Willy Planckaert     | Belgique | Romeo-Smiths | m. t.           |
| 6  | Gianni Motta         | Italie   | Molteni      | m. t.           |
| 7  | Willy Bocklant       | Belgique | Mann-Grundig | m. t.           |
| 8  | Jan Nolmans          | Belgique | Mann-Grundig | m. t.           |
| 9  | Vittorio Adorni      | Italie   | Salvarani    | m. t.           |
| 10 | Felice Gimondi       | Italie   | Salvarani    | m. t.           |